# Rolf Jobst
Rolf Jobst, född den 31 mars 1951 i Ebersbach i Tyskland, död 27 januari 2020, var en östtysk roddare.
Han tog OS-silver i fyra utan styrman i samband med de olympiska roddtävlingarna 1972 i München.